# Mixotiazol
El mixotiazol és un antibiòtic produït pel myxobacterium Myxococcus Fulvus. És actiu contra molts fongs filamentosos i uns quants bacteris. La fórmula molecular del micotiazol és C25H33N₃O₃S₂.
El Mixotiazol es un inhibidor del complex III mitocondrial citocrom bc1 (coenzim Q - citocrom c reductasa) bloqueja completament el consum d'oxigen de les cèl·lules eucariotes. Actualment això impedeix que s'utilitzi amb finalitats farmacèutiques.

## Propietats

### Propietats físiques i químiques[1]
- Aspecte físic: pols blanca, neutra, amorfa
- Temperatura de fusió: entre 50 i 55 ° C
- Solubilitat: en metanol, etanol, acetona, acetat d'etil, cloroform i diclorometan. Era lleugerament soluble en benzè i aigua
- Rotació òptica: [α] 2,5 + 43,4
- Distribució d'isòtops: 487 (100%), 488 (31,4%), 489 (14,2%) i 490 (3,7%)
- Espectre d'absorció electrònica: 234nm a 313 nm

### Propietats biològiques sobre fongs, llevats i bacteris[1]
El mixotiazol és actiu contra nombrosos fongs i alguns bacteris gram positius. Fins al moment, no hi ha cap experiment que demostri la inhibició dels llevats i dels bacteris gramnegatius.
La taula següent proporciona una visió detallada de l'efecte actiu de Mixotiazol:
| Tipus d'organisme | Organisme                           | Inhibicio "-" = inactiu "+" = actiu |
| ----------------- | ----------------------------------- | ----------------------------------- |
| Fongs             | Botrytis cinerea GBF 157            | +                                   |
|                   | Microsporum gypseum CBS 424.66      | +                                   |
|                   | Mucor hiemalis Tii                  | +                                   |
|                   | Botrytis cinerea GBF 157            | +                                   |
|                   | Penicillium digitatum CBS 319.48    | +                                   |
|                   | Geotrichum candidum CBS 187.38      | +                                   |
|                   | Polyporus spec. GBF 224             | +                                   |
|                   | Polystictus spec. GBF 223           | +                                   |
|                   | Phycomyces blakesleeanus GBF 219    | +                                   |
|                   | Trichophyton mentagrophytes GBF 238 | +                                   |
|                   | Piricularia oryzae GBF 158          | +                                   |
|                   | Pythium debaryanum GBF 161          | +                                   |
|                   | Rhizoctonia solani CBS 177.44       | -                                   |
|                   | Alternaria brassicola CBS 106.41    | -                                   |
|                   | Gliocladium roseum GBF 239          | -                                   |
| Llevats           | Candida albicans CBS 1893           | -                                   |
|                   | Schizosaccharomyces pombe Td 501    | -                                   |
| Bacteris          | Bacillus subtilis ATCC 6051         | +                                   |
|                   | Staphylococcus aureus GBF 16        | +                                   |
|                   | Escherichia coli GBF 164            | -                                   |
|                   | Serratia marcescens GBF 61          | -                                   |
|                   | Proteus morganii GBF 166            | -                                   |
|                   | Pseudomonas aeruginosa GBF 167      | -                                   |
|                   | Xanthomonas oryzae GBF 162          | -                                   |
|                   | Xanthomonas vesicatoria GBF 240     | -                                   |

La concentració necessària per a l'efecte inhibidor es va mesurar com a baixa, entre 0,01 i 3 µg / ml.
L'efecte inhibidor sobre els fongs és citostàtic. Amb Candida albicans, Saccharomyces cerevisiae i Mucor hiemalis, la inhibició del creixement va ser neutralitzada per la glucosa.

## Efectes sobre la cadena respiratòria a les cèl·lules eucariotes
El fet que la glucosa fes que els organismes fermentadors fossin insosceptibles per al Mixotiazol va ser un suggeriment per als investigadors que el Mixotiazol interfereix amb la respiració (en el moment de l'experimentació amb Mixotiazol, a principis dels anys vuitanta, aquest fenomen ja era ben conegut per a l'antimicina i la mucidina).
El Mixotiazol s'ha demostrat que inhibeix el transport d'electrons a través del complex b-c1 de mitocondris o partícules submitocondrials, bloquejant la reducció de citocroms c i cl per succinat o NADH.
La fosforilació oxidativa a la cadena respiratòria en els mitocondris de les cèl·lules eucariotes s'estableix mitjançant un enllaç de translocació de protons (a través d'una membrana) al flux d'equivalents redox (vectorialment des dels substrats fins a finalment l'oxigen).
Aquest flux consisteix en una transferència alternativa d'àtoms d'hidrogen i electrons. Els àtoms d'hidrogen són transportats per dos portadors d'electrons, per exemple, els flavoenzims i la ubiquinona; els electrons són transportats per portadors d'un electró, per exemple, proteïnes ferro-sofre i citocroms. Aquest canvi d'un transportador d'àtoms d'hidrogen amb dos redox, és a dir, la ubiquinona, a un portador d'electrons un redoxequivalent, el citocrom b, té lloc al complex III, l'ubiquinol: citocrom c reductasa.
El Mixotiazol és un inhibidor competitiu del ubiquinol i s'uneix al lloc d'oxidació del quinol (Qo) del complex Cytochrome bc1, bloquejant la transferència d'electrons a la proteïna Rieske ferro-sofre. Aquest no forma un enllaç d'hidrogen a la proteïna Rieske ferro-sofre, que s'uneix en lloc de la regió 'b-proximal' del lloc del citocrom b Qo. Això finalment provoca la detenció de la producció d'ATP i, per tant, es produeix la mort cel·lular.

### Reaccions normals del complex III
El electrons són transportats a través de CoQ, arriben al citocrom b i aquest els transfereix al complex Rieske FeS, seguidament al citocrom C1 i per acabar aquests són transferits al citocrom C, fora de la membrana mitocondrial.

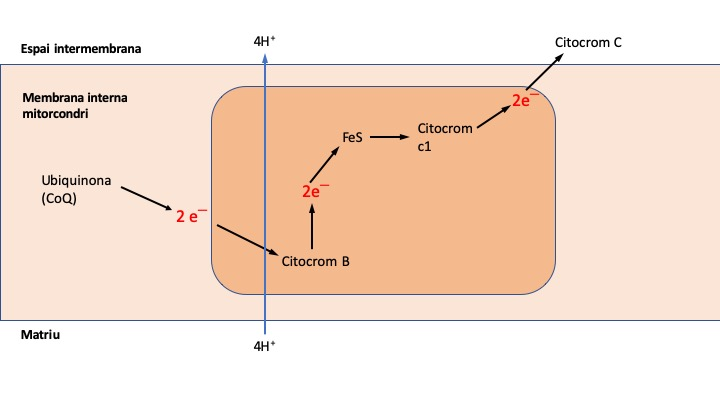
Complex III

### Reaccions del complex III inhibides per Mixotiazol
El mixotiazol actua inhibint la transferència d'electrons entre el citocrom B i el citocrom C1, al nivell de FeS.

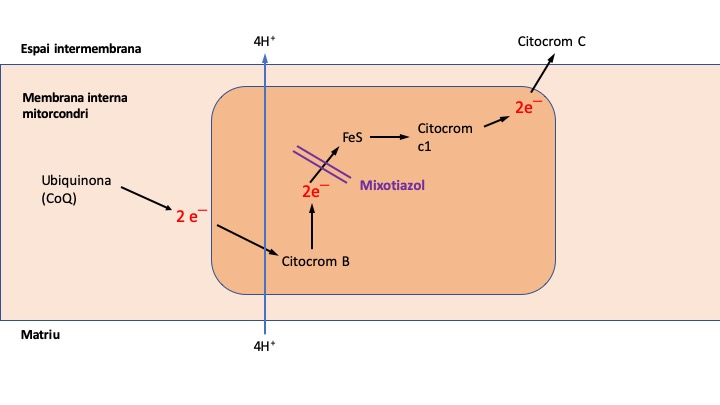
Complex III inhibit per Mixotiazol

## Comparació amb un altre inhibidor del complex III: l'Antimicina
S'afegeix al Mixotiazol a la llista d'inhibidors de la cadena respiratòria a les cèl·lules eucariotes.
| Llocs de cadena respiratòria        | Inhibidors                    |
| ----------------------------------- | ----------------------------- |
| Complex I: NADH, CoQ reductase      | Piericidina, Amytal, Rotenona |
| Complex III: Cytochrome c Reductase | Antimycina A, Mixotiazol      |
| Complex IV: Cytochrome C oxidase    | Cyanide ion, Carbon monoxide  |
| ATP Sintasa                         | Oligomycina                   |
| ADP/ATP translocase                 | Atractyloside, Bongrekate     |

Només hi han dos inhibidors al complex III. L'altre és l'antimicina A. Al contrari del Mixotiazol, que bloqueja els electrons al nivell de FeS, l'antimicina bloqueja la transferencia d'electrons entre Qo y la QH₂ (ubiquinol).

## Biosíntesi
El Mixotiazol ha estat aïllat de diferents soques dels gèneres Angiococcus, Stigmatella i Myxococcus. Per la seva importància biotecnològica i la inusual biosíntesi d‘aquest compost, els seus principis bioquímics essencials per a la seva formació estan sent investigats. Els mixotiazols contenen el farmacòfor β-metoxi-acrilat i difereixen en els seus grups funcionals terminals lligats a l'àtom C1. Les propietats més importants de la molècula de mixotiazol són; un fragment de bis-tiazol, una unitat inicial inicial isovaleryl-coenzima A (CoA) derivada de la leucina o de l'hidroximetilglutariil-CoA, i una estructura d'amida terminal.
Una de les estratègies per a l'enginyeria de biosíntesi de productes naturals, sobretot si la manipulació del cromosoma en la soca productora és molt difícil, és l'expressió heteròloga del clúster gènic. D'aquesta manera es facilita la manipulació de les biosíntesis, com ja s'ha demostrat en altres gèneres bacterians.

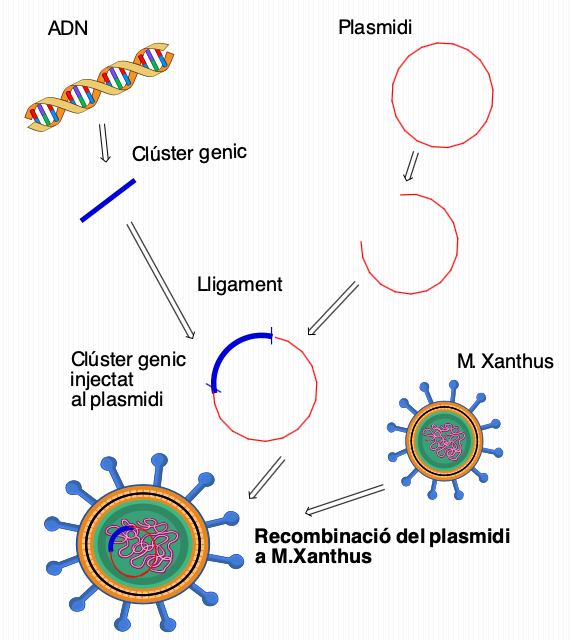
Recombinació M.Xanthus

Recombinació del plasmidi a M.Xanthus: en una investigació van utilitzar una combinació de procediments de recombinació i de clonació clàssics de Red / ET i de clonació clàssica per a la reconstitució de tot el clúster de gens biosintètics de mixotiazol de dos cosmidis. Tot seguit es va introduir el clúster genètic manipulat genèticament al cromosoma de la soca micobacteriana relacionada, M. xanthus, per aconseguir nivells de producció similars als del productor natural. La integració amb èxit del clúster de gens en M. xanthus es va verificar genèticament i es va confirmar mitjançant la detecció del mixotiazol al caldo de cultiu. Aquesta soca proporciona quantitats adequades per a la seva biosíntesi.